# Jens Fiedler (ciclista)
Jens Fiedler (Dohna, 15 de febrero de 1970) es un deportista alemán que compitió en ciclismo en la modalidad de pista, especialista en las pruebas de velocidad y keirin.
Participó en cuatro Juegos Olímpicos de Verano, entre los años 1992 y 2004, obteniendo en total cinco medallas, oro en Barcelona 1992 en la prueba de velocidad individual, oro en Atlanta 1996, en la misma prueba, dos bronces en Sídney 2000 (velocidad individual y keirin) y oro en Atenas 2004 en velocidad por equipos (junto con Stefan Nimke y René Wolff).
Ganó trece medallas en el Campeonato Mundial de Ciclismo en Pista entre los años 1990 y 2003, y una medalla de plata en el Campeonato Europeo de Ciclismo en Pista de 1997.

## Medallero internacional
| Representando a la RDA   |                          |                   |                          |
| Campeonato Mundial       |                          |                   |                          |
| Año                      | Lugar                    | Medalla           | Competición              |
| 1990                     | Maebashi (Alemania)      | Medalla de bronce | Velocidad individual (A) |
| Representando a Alemania |                          |                   |                          |
| Juegos Olímpicos         |                          |                   |                          |
| Año                      | Lugar                    | Medalla           | Competición              |
| 1992                     | Barcelona (España)       | Medalla de oro    | Velocidad individual     |
| 1996                     | Atlanta (Estados Unidos) | Medalla de oro    | Velocidad individual     |
| 2000                     | Sídney (Australia)       | Medalla de bronce | Velocidad individual     |
| 2000                     | Sídney (Australia)       | Medalla de bronce | Keirin                   |
| 2004                     | Atenas (Grecia)          | Medalla de oro    | Velocidad por equipos    |
| Campeonato Mundial       |                          |                   |                          |
| Año                      | Lugar                    | Medalla           | Competición              |
| 1991                     | Stuttgart (Alemania)     | Medalla de oro    | Velocidad individual (A) |
| 1995                     | Bogotá (Colombia)        | Medalla de oro    | Velocidad por equipos    |
| 1996                     | Mánchester (Reino Unido) | Medalla de plata  | Velocidad por equipos    |
| 1997                     | Perth (Australia)        | Medalla de plata  | Velocidad individual     |
| 1998                     | Burdeos (Francia)        | Medalla de oro    | Keirin                   |
| 1998                     | Burdeos (Francia)        | Medalla de plata  | Velocidad individual     |
| 1999                     | Berlín (Alemania)        | Medalla de oro    | Keirin                   |
| 1999                     | Berlín (Alemania)        | Medalla de plata  | Velocidad individual     |
| 2000                     | Mánchester (Reino Unido) | Medalla de plata  | Keirin                   |
| 2001                     | Amberes (Bélgica)        | Medalla de bronce | Keirin                   |
| 2002                     | Ballerup (Dinamarca)     | Medalla de bronce | Velocidad por equipos    |
| 2003                     | Stuttgart (Alemania)     | Medalla de oro    | Velocidad por equipos    |
| Campeonato Europeo       |                          |                   |                          |
| Año                      | Lugar                    | Medalla           | Competición              |
| 1997                     | Berlín (Alemania)        | Medalla de plata  | Ómnium esprint           |

1. ↑  Campeonato Europeo realizado sólo para la disciplina de ómnium.
2. ↑  Variedad de ómnium que incluía cuatro pruebas de esprint: 200 m vuelta lanzada, keirin, eliminación y velocidad individual.